# Заянчкаускас, Владас
Владас Заянчкаускас (лит. Vladas Zajančkauskas; 27 декабря, 1915, Литва — 5 августа 2013, США) — военный преступник, ответственный за уничтожение Варшавского гетто.

## Биография
Родился и вырос в Литве. Служил в армии независимой Литвы, а после её аннексии СССР в 1940 году — в РККА. После начала Великой Отечественной войны попал в плен к немцам и в 1942 году добровольно пошёл к ним на службу.
Заянчкаускас проходил идеологическую подготовку у нацистов и получал за свою службу такие поощрения, как отпуск домой.
Как было установлено обвинением, в 1943 командовал подразделением, которое стояло в оцеплении вокруг Варшавского гетто во время подавления восстания.
Заянчкаускас признал, что направленная в Варшаву группа из концлагеря в Травниках стояла в кордоне оцепления, не давая евреям бежать, охраняла площадь, где захваченные люди ожидали отправки в трудовые и концентрационные лагеря, проводила проверки домов для поиска скрывавшихся евреев, вступала в стычки с бойцами сопротивления и принимала участие в расстрелах отдельных схваченных евреев.
После окончания войны ему удалось скрыться а Австрии, в 1950 эмигрировать в США и по натурализации в 1956 году получить гражданство. В анкете указал, что не помогал нацистам в годы Второй мировой войны. В Америке он поселился с женой в городе Саттон в штате Массачусетс и до пенсии работал на заводе.
В 2005 году Владас Заянчкаускас был лишен американского гражданства судом в Бостоне. Судья признал, что в документах на получение гражданства Заянчкаускас сообщил ложные сведения. В 2007 суд постановил депортировать в Литву 91-летнего иммигранта, который при получении гражданства умолчал о своем участии в уничтожении нацистами Варшавского гетто в 1943 году. По оценке судьи, Заянчкаускас и его сослуживцы совершили «ужасные преступления», в частности, убийства и изнасилования.
В июле 2013 года Заянчкаускас всё ещё находился в США, поскольку ни одна страна, в том числе Литва, не захотела его принять. Умер 5 августа 2013 года.